# Racconigi
Racconigi je mesto in občina v Piemontu v Italiji. Nahaja se v pokrajini Cuneo, 40 km južno od Torina in 50 km severno od Cunea po železnici.

## Zgodovina
Mesto je bilo ustanovljeno v srednjem veku. Bilo je posest markizov Saluzzu, knezov Acaia ter Savoja-Carignano.

## Geografija
Racconigi se nahaja ob severni meji pokrajine. Meji z občinami Caramagna Piemonte, Carmagnola, Casalgrasso, Cavallerleone, Cavallermaggiore, Lombriasco, Murello, Polonghera in Sommariva del Bosco. V samo občino sodijo zaselki (frazioni) Canapile, Berroni, Migliabruna, Oia, Parruccia, San Lorenzo, Streppe in Tagliata.
Racconigi ima okoli 10 094 prebivalcev.

## Gospodarstvo
Gospodarstvo temelji predvsem na kmetijstvu, proizvodnji mleka in mesa in industrijski obdelavi kovinskih plošč.

## Znamenitosti
- Grad Racconigi: to kraljevsko prebivališče je bilo zgrajen in razširjen v obdobjih med 1570 in 19. stoletjem na osnovi starejšega gradu iz okoli leta 1000. Velik park je bil urejen v 17. stoletju, delo André le Notre, preurejen leta 1755, delo francoskega krajinarja Molarda in razširjen leta 1835. Grad je postal poletna rezidenca kralja Italije leta 1901 in del svetovne dediščine UNESCO-a letu 1997. [2]
- Cerkev sv. Janeza Krstnika
- Baročna cerkev sv. Domenica
- Baročna cerkev Santa Maria Maggiore
- baročna cerkev Ponzoni Nome di Gesu
- LIPU - Italijanska zveza za zaščito ptic, ustanovil jo je Centro Anatidi e Cicogne leta 1985 na veliki kmetiji v bližini gradu kot območje za ponovno uvedbo bele štorklje, ki je izumrla v Italiji kot plemenska vrsta na začetku osemnajstega stoletja. Tu je sedaj vzrejni center za različne ogrožene vrste rac, gosi in labodov, predvsem beloglave race, ki je izumrla v Italiji od leta 1976 in območje mokrišč, kjer obiskovalci lahko opazujejo ptice selivke kot je polojnik (Himantopus himantopus), mali deževnik (Charadrius dubius) in črnorepi kljunač (Limosa limosa).
- Tenuta Berroni: Posestvo je bilo zgrajeno leta 1773 za plemiča De Laugierja kot počitniška hiša z lepimi vrtovi, kapelo in nekaterimi podeželskimi objekti. Bila je osamljena vila na podeželju, a popolnoma samozadostna. Notranja oprema in starinsko pohištvo so izdelali številni umetniki, ki so delali na gradu Racconigi. Danes je to zasebna posest, kot tudi lokacija za poroke, prireditve in prizorišče za snemanje filmov. [3]

## Pomembni meščani
Umberto II., zadnji italijanski kralj je bil tukaj rojen.

## Pobratena mesta
- Bonneville (Francija) (1990)
- Cascais (Portugalska) (2003)